# Wilhelm Goerdt
Wilhelm Goerdt (* 9. Dezember 1921 in Bochum; † 7. September 2014 in Neheim) war ein deutscher Philosoph an der Universität Münster, der zu den wenigen Experten der nichtmarxistischen russischen Philosophie gehörte.

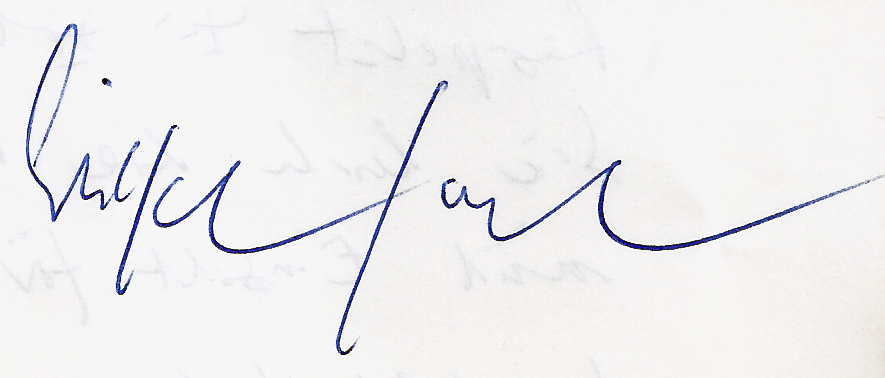
Wilhelm Goerdt. Signatur 1991

Goerdt studierte in Münster Philosophie und Slawistik. Dort promovierte er 1960 und habilitierte sich 1968; er wird der Schule Joachim Ritters zugerechnet. Dann lehrte er Philosophie erst an der Ruhr-Universität Bochum, ab 1974 bis zur Emeritierung an der Universität Münster.
In Deutschland wurde die osteuropäische Philosophie außerhalb des Marxismus-Leninismus auf dem einzigen einschlägigen Lehrstuhl von Wilhelm Goerdt vertreten, der nicht nachbesetzt wurde: Seine Schüler Boris Groys (Wien) und Alexander Haardt (Bochum) betreiben zwar weiter russische Philosophiegeschichtsschreibung, aber im Rahmen breiterer Lehrverpflichtungen.

## Schriften
- Russische Philosophie: Grundlagen, Herder 1995 und 2002, ISBN 978-3-495-48076-2 (poln. Kraków 2012)
- Russische Philosophie. Zugänge und Durchblicke, Texte, Alber 1984 und 1989
- Vergöttlichung und Gesellschaft. Studien zur Philosophie von Ivan von Kireevskij, Harrassowitz, Wiesbaden 1968 [=Habilitationsschrift]
- Die Sowjetphilosphie: Wendigkeit und Bestimmtheit. Dokumente, Wiss. Buchgesellschaft, Darmstadt 1967
- Die "allseitige universale Wendigkeit" (gibkost') in der Dialektik V. I. Lenins, Wiesbaden 1962 [=Dissertation 1960]